# Eiche (Ahrensfelde)
Eiche è una frazione del comune tedesco di Ahrensfelde, nel Brandeburgo.

## Storia
Eiche fu citata per la prima volta nel 1375, e costituiva un piccolo centro rurale.
Il 26 ottobre 2003 il comune di Eiche fu fuso con i comuni di Ahrensfelde, Blumberg e Lindenberg, formando il nuovo comune di Ahrensfelde-Blumberg, dal 2004 denominato semplicemente Ahrensfelde.